# (32496) 2000 WX182
2000 WX182 (asteroide 32496) é um asteroide troiano de Júpiter. Possui uma excentricidade de 0.07919130 e uma inclinação de 30.49916º.
Este asteroide foi descoberto no dia 18 de novembro de 2000 por LINEAR em Socorro.